# 森下龍矢
森下 龍矢（もりした りょうや、1997年4月11日 - ）は、静岡県掛川市出身のプロサッカー選手。エクストラクラサ・レギア・ワルシャワ所属。ポジションはミッドフィールダー、ディフェンダー。日本代表。

## プロ入り前
幼少期に「世界一のサッカー選手になる」ことを口にしていたが、幼稚園のうちは母との約束で1つだけと決められた習い事にスイミングを選び、小学校に入るまではサッカーチームに所属することはできなかった。小学校入学とともにサッカースクールに入団し、4年生で6年生のチームに飛び級したことで自信を深めた。なお、この頃のポジションはストライカーや司令塔など攻撃的なポジションであった。
中学校時代はジュビロ磐田の下部組織（ヤマハジュビロ掛川）に所属し、高校卒業までを磐田の下部組織で過ごす。主にサイドバックで起用され、2015年にはU-18日本代表に選出されたが、トップチームへの昇格は叶わなかった。
高校卒業後は明治大学へ進学し、サッカー部に所属。4年次の2019年には大学3冠達成に貢献し、ユニバーシアード日本代表に選出され、ユニバーシアードで金メダルを獲得した。
森下の獲得にはジュビロ磐田を含めた複数クラブが動いていたが、当初森下は一般企業への就職を考えており、実際に内定も貰っていたものの大学の先輩の言葉に気持ちを動かされて翻意し、内定を辞退してプロ入りすることを決定。2019年8月3日、サガン鳥栖から入団内定が発表される。

## クラブ経歴

### サガン鳥栖
2020年にサガン鳥栖に加入すると、2月22日の開幕戦・川崎フロンターレ戦でスタメンデビューを果たした。8月1日のJ1第8節・FC東京戦でプロ初ゴールを記録。その後は9月27日のFC東京戦、9月30日の横浜F・マリノス戦で2試合連続ゴールの活躍を収めるなどプロ1年目からレギュラーとして活躍した。12月23日、U-23日本代表に追加招集された。

### 名古屋グランパス
2021年、名古屋グランパスに完全移籍で加入。1年目は実力者揃いのサイドバック陣からポジションを奪えず途中出場が多かったが、2年目の2022年はシーズン途中に3バックにシステム変更される過程でウイングバックに抜群の適正を見出されスタメンとして定着。2023年6月には日本代表にも選出された。

### レギア・ワルシャワ
2023年12月22日、レギア・ワルシャワ（ポーランド）へ1年間の期限付き移籍が発表される。途中加入の2022/2023シーズンは、左右両方のウィングバックで出場可能な点が評価されて13試合に出場し約半数にスタメン出場したが、得点には一切絡むことができず、レギア・ワルシャワの森下補強をズビグニェフ・ボニエクが批判するなど森下への酷評も少なくなかった。
ゴンサロ・フェイオが監督に就任した2024/2025シーズンは、主力選手たちの離脱もあり森下はセンターハーフなど中央の攻撃的なポジションで起用され、このコンバートが功を奏して成績が大幅に上向くとともに評価が一転しチームに欠かせない存在とも評されるようになる
。期間満了直前の12月17日には完全移籍が発表された。年が明け、中盤の離脱選手が復帰してくると再びサイドでも起用されるようになる。

## 選手としての特徴
豊富なスタミナを最大の武器としており、それを活かした積極的な攻撃参加・守備参加を特徴としている。小柄ではあるが体を張った守備にも定評があり、正確なクロスでのチャンスメイクも可能で、攻守両面で目立った穴が存在しない点も特徴とする。
左右両方のサイドでプレイできる点が評価されることが多いが、海外挑戦後は中央での起用も増えている。

## 所属クラブ
- 2004年 - 2009年 掛川JFC01（掛川市立桜木小学校）
- 2010年 - 2012年 ジュビロSS掛川（掛川市立桜が丘中学校）[6]
- 2013年 - 2015年 ジュビロ磐田U-18（静岡県立磐田西高等学校）[6]
- 2016年 - 2019年 明治大学
- 2020年 サガン鳥栖
- 2021年 - 2024年12月 名古屋グランパス
  - 2023年12月 - 2024年12月 レギア・ワルシャワ（期限付き移籍）
- 2024年12月 - レギア・ワルシャワ

## 個人成績
| 国内大会個人成績 | 国内大会個人成績 | 国内大会個人成績 | 国内大会個人成績 | 国内大会個人成績 | 国内大会個人成績 | 国内大会個人成績 | 国内大会個人成績 | 国内大会個人成績 | 国内大会個人成績 | 国内大会個人成績 | 国内大会個人成績 |
| 年度             | クラブ           | 背番号           | リーグ           | リーグ戦         | リーグ戦         | リーグ杯         | リーグ杯         | オープン杯       | オープン杯       | 期間通算         | 期間通算         |
| 年度             | クラブ           | 背番号           | リーグ           | 出場             | 得点             | 出場             | 得点             | 出場             | 得点             | 出場             | 得点             |
| 日本             | 日本             | 日本             | 日本             | リーグ戦         | リーグ戦         | リーグ杯         | リーグ杯         | 天皇杯           | 天皇杯           | 期間通算         | 期間通算         |
| ---------------- | ---------------- | ---------------- | ---------------- | ---------------- | ---------------- | ---------------- | ---------------- | ---------------- | ---------------- | ---------------- | ---------------- |
| 2019             | 明治大           | 8                | -                | -                | -                | -                | -                | 1                | 1                | 1                | 1                |
| 2020             | 鳥栖             | 28               | J1               | 33               | 3                | 1                | 0                | -                | -                | 34               | 3                |
| 2021             | 名古屋           | 17               | J1               | 22               | 0                | 5                | 0                | 4                | 0                | 31               | 0                |
| 2022             | 名古屋           | 17               | J1               | 32               | 1                | 8                | 1                | 2                | 0                | 42               | 2                |
| 2023             | 名古屋           | 17               | J1               | 33               | 4                | 5                | 1                | 4                | 0                | 9                | 1                |
| ポーランド       | ポーランド       | ポーランド       | ポーランド       | リーグ戦         | リーグ戦         | リーグ杯         | リーグ杯         | オープン杯       | オープン杯       | 期間通算         | 期間通算         |
| 2023-24          | レギア           | 25               | エクストラクラサ | 13               | 0                | -                | -                | 0                | 0                | 13               | 0                |
| 2024-25          | レギア           | 25               | エクストラクラサ | 31               | 6                | -                | -                | 5                | 4                | 36               | 10               |
| 通算             | 日本             | 日本             | J1               | 120              | 8                | 19               | 2                | 10               | 0\|\|\|149\|\|10 |                  |                  |
| 通算             | 日本             | 日本             | 他               | -                | -                | -                | -                | 1                | 1                | 1                | 1                |
| 通算             | ポーランド       | ポーランド       | エクストラクラサ | 46               | 6                | -                | -                | 5                | 4                | 49               | 10               |
| 総通算           | 総通算           | 総通算           | 総通算           | 166              | 14               | 19               | 2                | 16               | 5                | 199              | 21               |

出場歴
- Jリーグ初出場 - 2020年2月22日 J1第1節・川崎フロンターレ戦（等々力陸上競技場）
- Jリーグ初得点 - 2020年8月1日 J1第8節・FC東京戦（味の素スタジアム）

| 国際大会個人成績 | 国際大会個人成績 | 国際大会個人成績 | 国際大会個人成績 | 国際大会個人成績 |
| 年度             | クラブ           | 背番号           | 出場             | 得点             |
| AFC              | AFC              | AFC              | ACL              | ACL              |
| ---------------- | ---------------- | ---------------- | ---------------- | ---------------- |
| 2021             | 名古屋           | 17               | 7                | 0                |
| 通算             | AFC              | AFC              | 7                | 0                |

その他の国際公式戦
- 2024年
  - UEFAカンファレンスリーグ 2試合0得点
- 2025年
  - UEFAカンファレンスリーグ 9試合3得点
  - UEFAカンファレンスリーグ予選 6試合1得点

## 代表歴
- 国際Aマッチ初出場 - 2023年6月15日 キリンチャレンジカップ2023・エルサルバドル戦（豊田スタジアム）
- 国際Aマッチ初得点 - 2025年6月10日 2026 FIFAワールドカップ・アジア3次予選・インドネシア戦（市立吹田サッカースタジアム）

### 出場大会
- U-18日本代表
- ユニバーシアード日本代表
  - 2019年 夏季ユニバーシアード（英語版）（優勝）
- U-23日本代表
- 日本代表
  - キリンチャレンジカップ（2023年）

### 試合数
- 国際Aマッチ 3試合 1得点 (2023年 - )

| 日本代表 | 国際Aマッチ | 国際Aマッチ |
| 年       | 出場        | 得点        |
| -------- | ----------- | ----------- |
| 2023     | 1           | 0           |
| 2024     | 1           | 0           |
| 2025     | 1           | 1           |
| 通算     | 3           | 1           |

### 出場
| No. | 開催日        | 開催都市 | スタジアム                 | 対戦国         | 結果 | 監督   | 大会                                   |
| --- | ------------- | -------- | -------------------------- | -------------- | ---- | ------ | -------------------------------------- |
| 1.  | 2023年6月15日 | 豊田     | 豊田スタジアム             | エルサルバドル | ○6-0 | 森保一 | キリンチャレンジカップ2023             |
| 2.  | 2024年1月1日  | 東京     | 国立競技場                 | タイ           | ○5-0 | 森保一 | TOYO TIRES CUP 2024                    |
| 3.  | 2025年6月10日 | 吹田     | 市立吹田サッカースタジアム | インドネシア   | ○6-0 | 森保一 | 2026 FIFAワールドカップ・アジア3次予選 |

### ゴール
| #  | 開催年月日    | 開催地 | スタジアム                 | 対戦国       | 勝敗 | 試合概要                               |
| -- | ------------- | ------ | -------------------------- | ------------ | ---- | -------------------------------------- |
| 1. | 2025年6月10日 | 吹田   | 市立吹田サッカースタジアム | インドネシア | ○6-0 | 2026 FIFAワールドカップ・アジア3次予選 |

## タイトル

### クラブ
明治大学
- 総理大臣杯全日本大学サッカートーナメント：2回（2018年、2019年）
- 関東大学サッカーリーグ戦：1回（2019年）
- 全日本大学サッカー選手権大会：1回（2019年）
- 東京都サッカートーナメント：1回（2019年）

名古屋グランパス
- Jリーグカップ：1回（2021年）

### 代表
ユニバーシアード日本代表
- 夏季ユニバーシアード（2019年（英語版））

### 個人
- 関東大学サッカーリーグ戦・ベストイレブン：1回（2019年）